# Firebeat
Firebeat（ファイヤービート）は、コナミ（後のコナミデジタルエンタテインメント→コナミアミューズメント）が開発したアーケードゲーム基板である。
pop'n music、beatmaniaIII、ParaParaParadise、KEYBOARDMANIAと、それぞれのゲームに特化できるように基板がコンポーネント化されている。
FirebeatはRTC(リアルタイムクロック)を維持する"RTC-65271"に電池（BR1225）2個を使用しており、電池が切れるとRTCが初期化され、停止し、ゲームが実行できなくなる。復旧するには電池交換後にメーカーへ電話してパスワードを発行してもらう必要があり、ユーザー側はこれ以外にRTCを再設定する方法は無い。
他社製であるCPシステムIIと同様に、ユーザー有志によるパスワード解析は行われており、非公式ながらRTCが切れてもPWの再発行が可能である。なおKEYBOARDMANIAではパスワード発行は不要なので、万一電池切れを起こしても、電池交換だけで復旧は可能となっている。
VRAMから任意のサイズの画像を描画することができ、2Dテクスチャシートのようにレイアウトされる。
※コナミ公式による修理サポート・パスワード発行は終了している。

## 主なスペック
- CPU :IBM  PowerPC403GCX　66Mhz
- RAM: 32MB DRAM
- GPU: カスタム(KEYBOARDMANIAでは2つ利用), 512×384, 24.8~31khz
- VRAM 32MB
- サウンド :Yamaha YMZ280B-F PCMD8
- 画面解像度 : 512×384dot 24.8kHz（beatmaniaIIIは31kHz出力）
- メディア :

pop'n music : CD-ROM（プログラム、グラフィック）、DVD-ROM（音声）
beatmaniaIII : CD-ROM（プログラム、グラフィック）、3.5インチ IDE HDD（音声）
KEYBOARDMANIA : CD-ROM（プログラム、グラフィック）、CD-ROM（CD-DA）
ParaParaParadise : CD-ROM（プログラム、グラフィック）、CD-ROM（CD-DA）

## beatmaniaIIIの基板について
- コンパネ部分に内蔵されているI/Oシリアル基板。
- beatmania IIIは他のシリーズと違い、鍵盤部分もシリアル変換してメイン基板へ接続される。
- SPU基板、MAIN基板、EXTEND基板が使用されている。
- スクラッチ構造は初代・IIDXがスリットとフォトセンサーなのに対して、IIIはマイクロエンコーダが使われている。

## 使用タイトル
- pop'n music アニメロ (2000年3月)
- pop'n music アニメロ 2号 (2000年9月)
- pop'n music ミッキーチューンズ (2000年3月)
- pop'n music ミッキーチューンズ！ (2000年7月)
- pop'n music4 (2000年3月)
- pop'n music5 (2000年11月)
- pop'n music6 (2001年4月)
- pop'n music7 (2001年11月)
- pop'n music8 (2002年5月)
- beatmaniaIII (2000年3月)
- beatmaniaIII APPEND COREREMIX (2000年12月)
- beatmaniaIII APPEND 6thMIX (2001年7月)
- beatmaniaIII APPEND 7thMIX  (2002年1月)
- beatmaniaIII THE FINAL (2002年8月)
- KEYBOARDMANIA (2000年)
- KEYBOARDMANIA 2ndMIX (2000年)
- KEYBOARDMANIA 3rdMIX (2001年)
- ParaParaParadise
- ParaParaParadise V1.1
- ParaParaParadise 1st MIX Plus
- ParaParaParadise 2nd MIX

## 備考
Firebeat基板で稼働したタイトルでは、起動時の画面でバブルシステム基板起動時のカウントダウン画面が再現される。BGMもバブルシステム起動時に流れる「モーニングミュージック」のアレンジ版が流れる。